# Рахманин, Александр Александрович
Александр Александрович (Афанасьевич) Рахманин (1852—1906) — полковник, герой русско-турецкой войны 1877—1878 годов.

## Биография
Родился 30 июля 1852 года.
Образование получил в Пятигорской классической прогимназии и Тифлисском пехотном юнкерском училище.
Выпущен 6 декабря 1876 года прапорщиком в 76-й пехотный Кубанский полк. 10 июня 1877 года произведён в подпоручики.
Принимал участие в кампании 1877—1878 годов против Турции в Закавказье. Сначала находился в Абхазии, где командовал сотенным отрядом охотников 4-го батальона Кубанского полка, и за отражение турецкого десанта под Сухумом был награждён орденом св. Станислава 3-й степени с мечами. Затем был переведён в главную армию и 24 мая 1879 года за отличие при штурме Карса награждён орденом св. Георгия 4-й степени
Находясь в колонне подполковника князя Меликова и командуя половиною охотников (в 100 челов.), подпоручик Рахманин, прикрывая авангардным движением своей команды означенную колонну двигавшуюся для штурма форта Сувари, первым взошёл на бруствер, бросился в рукопашную схватку с турками, и тем заставил неприятеля поспешно отступить от занимаемого им закрытия, с значительным для него уроном. Затем, заняв с своими охотниками мост через Карс-чай, он дал об этом тотчас же знать своему батальонному командиру, а сам, перешедши мост первым направился к форту Чим, где вместе с 4-м батальоном Кубанского полка, несколько раз бросался на „ура“, причём был ранен, но после перевязки снова возвратился к своей части, которую и не оставлял до конца штурма.
В истории Кубанского пехотного полка был описан следующий эпизод этого боя:

Майор Гринкевич рассказывает, что когда он вбежал на батарею Сувари, то глазам его представилась такая картина: при рукопашной схватке турецкий солдат почти в упор ранит в правую руку капитана Соловьёва и намеревается докончить его штыком, но подпоручик Рахманин ударом шашки в голову кладет на месте турка; в то же время сзади подпоручика Рахманина двое турецких солдат с ружьями на руку вероятно готовятся поднять его на штыки, но подоспевают 14-й роты фельдфебель Емельянов, рослый молодец, и унтер-офицер Назаров; первый ударом кулака по голов сваливает одного, а Назаров прикладом (штык был сломан) раздробляет голову другому..
Также за отличие под Карсом был удостоен ордена св. Владимира 4-й степени с мечами и бантом.
С 4 июля 1878 года Рахманин командовал в Кубанском пехотном полку 8-й ротой.
9 сентября 1881 года произведён в поручики, 18 июля 1887 года — в штабс-капитаны, 31 марта 1891 года — в капитаны и 26 февраля 1897 года — в подполковники. С 1890-х годов служил в 250-м Ахульгинском резервном батальоне.
Произведённый 26 ноября 1901 года в полковники Рахманин 27 февраля 1903 года был назначен командиром 248-го Осташковского резервного батальона.
Этот батальон 11 октября 1904 года, по случаю начала русско-японской войны, был переформирован в пехотный полк, Рахманин был оставлен в должности командира этого полка. 14 января 1906 года Рахманин получил в командование 81-й пехотный Апшеронский полк, который в то время квартировал во Владикавказе.
Вечером 9 августа 1906 года Рахманин, возвращаясь с прогулки с дочерью из Владикавказского городского сада, был убит неустановленным лицом двумя выстрелами в спину. Из списков исключён 9 сентября.

## Награды
Среди прочих наград Рахманин имел ордена:
- Орден Святого Станислава 3-й степени с мечами и бантом (1878 год)
- Орден Святого Владимира 4-й степени с мечами и бантом (1878 год)
- Орден Святого Георгия 4-й степени (6 июня 1879 года)
- Орден Святого Станислава 2-й степени (1900 год)